# Clavosurcula
Clavosurcula là một chi ốc biển, là động vật thân mềm chân bụng sống ở biển trong họ Turridae.

## Các loài
Các loài thuộc chi Clavosurcula bao gồm:
- Clavosurcula schepmani Sysoev, 1997[2]
- Clavosurcula sibogae Schepman, 1913[3]